# La Ferté-Milon
La Ferté-Milon – miejscowość i gmina we Francji, w regionie Hauts-de-France, w departamencie Aisne.
Według danych na styczeń 2014 roku gminę zamieszkiwało 2355 osób, a gęstość zaludnienia wynosiła 128 osób/km².